# Châteldon
 Châteldon  es una población y comuna francesa, situada en la región de Auvernia-Ródano-Alpes, departamento de Puy-de-Dôme, en el distrito de Thiers. Es el chef-lieu del cantón de Châteldon, aunque Puy-Guillaume y Paslières tienen mayor población.

## Demografía
| 1207 | 1101 | 953 | 916 | 840 | 737 | 773 |
| Para los censos de 1962 a 1999 la población legal corresponde a la población sin duplicidades (Fuente: INSEE [Consultar]) |      |     |     |     |     |     |

## Personajes reconocidos
- Pierre Laval (1883–1945), político